# Albany (Londra)
The Albany o Albany, è un antico palazzo londinese del XVIII secolo situato a Piccadilly. All'inizio dell'Ottocento fu trasformato in un complesso di appartamenti.

## Storia

### Il Palazzo
The Albany fu costruito tra il 1771 e il 1776 dall'architetto Sir William Chambers per il visconte Melbourne, ricevendo il nome di Melbourne House. È un palazzo a tre piani con sette sezioni (finestre) larghe e un paio di ali di servizio che fiancheggiano il cortile anteriore. Nel 1791, Federico, duca di York e Albany lasciò Dover House, a Whitehall (ora un ufficio governativo) e prese Melbourne House come residenza. Nel 1802 il duca cedette il palazzo che fu trasformato in 69 appartamenti singoli (detti "set"). Ciò è stato ottenuto non solo attraverso la suddivisione del blocco principale e delle due ali di servizio, ma anche mediante l'aggiunta di due serie di edifici paralleli lungo il giardino.

## Il complesso di appartamenti
Dalla sua conversione, Albany ha costituito l'insieme di appartamenti singoli più conosciuti e prestigiosi di Londra. Tra i residenti sono stati inclusi nomi famosi come il poeta Lord Byron e il futuro Primo ministro William Ewart Gladstone, oltre a numerosi membri dell'aristocrazia. Tuttavia, è noto che gli occupanti si lamentano del fatto che l'alloggio è piuttosto angusto.
I residenti non devono più essere necessariamente celibi.

## Amministrazione
Circa la metà della proprietà di Albany è attualmente di "Peterhouse", un piccolo Cambridge College. The Albany è gestito da una Commissione di Curatori. Gli affitti sono molto più bassi dei livelli commerciali e ci sono voci che indicano che gli appartamenti, o "set", vengono assegnati in base a connessioni sociali.

## Ortografia
A partire dalla seconda metà del XX secolo, alcuni articoli di giornali e riviste su The Albany sostenevano che le persone della moda si riferissero alla residenza solo come "Albany", senza l'articolo. Questa affermazione è stata fatta, ad esempio, nell'ottobre 1996, nel profilo redatto dalla rivista Vanity Fair di Fleur Cowles, redattore residente e famoso. Tuttavia, il nome è stato storicamente "The Albany", ed è in questo modo che appare in numerose fonti. La commedia di Oscar Wilde L'importanza di chiamarsi Ernesto si riferisce ripetutamente alla residenza del personaggio Jack Worthing come "The Albany".

## Proprietari
L'elenco dei proprietari presentato si basa, fondamentalmente, sull'elenco molto più ampio disponibile presso Survey of London. Molti dei proprietari di appartamenti sono stati nella residenza per un breve periodo quando erano piuttosto giovani.
- Antony Armstrong-Jones, in seguito I conte di Snowdon, fotografo.
- Sir Squire Bancroft, attore.
- George Basevi, architetto.
- Sybille Bedford, scrittrice, viveva nella stanza della servitù di Aldous Huxley.
- Sir Thomas Beecham, direttore d'orchestra.
- Isaiah Berlin, filosofo.
- Henry Brougham, in seguito Lord cancelliere.
- Lord Byron, poeta.
- George Canning, politico.
- George Cattermole, artista.
- Bruce Chatwin, scrittore.
- Alan Clark, storico e politico.
- Sir Kenneth Clark, storico dell'arte.
- Fleur Cowles, editore.
- William Ewart Gladstone, in seguito Primo ministro del Regno Unito.
- Graham Greene, scrittore.
- Georgette Heyer, scrittrice.
- Henry Holland, architetto.
- Aldous Huxley, scrittore.
- Baronessa Pauline de Rothschild, scrittrice e fashion designer.
- Edward Heath, in seguito Primo ministro del Regno Unito.
- John Lane, editore.
- Arthur Lee, I visconte Lee di Fareham, politico.
- Edward Bulwer-Lytton, scrittore e politico.
- Lord John Manners, politico.
- John Morgan, scrittore.
- Malcolm Muggeridge, giornalista e annunciatore.
- Sir Harold Nicolson, scrittore e politico.
- J.B. Priestley, scrittore.
- A. J. Raffles, cavaliere ladro immaginario nelle opere di E. W. Hornung.
- Terence Rattigan, sceneggiatore.
- Sebastian Shaw, attore.
- Sir Robert Smirke, architetto.
- Terence Stamp, attore.
- Lord Stanley, politico, in seguito XV conte di Derby.
- William Henry Fox Talbot, fotografo pioniere.
- Herbert Beerbohm Tree, regista.